# Anita Roberts
Anita Roberts   (Pittsburgh, 3 d'abril de 1942 - Bethesda, 26 de maig de 2006) fou una biòloga molecular que va fer observacions pioneres de la proteïna TGF-β, una citocina que és crucial en el guariment de ferides i fractures d'os i té una doble funció tant de bloqueig com de estimulació dels càncers. Roberts és una de les 50 científiques més citades mundialment en el camp de la biologia.
Nascuda a Pittsburgh, Pennsilvània, on va créixer, el 1964, es va graduar en Química a l'Oberlin College. Va rebre el seu doctorat en Bioquímica a la Universitat de Wisconsin–Madison l'any 1968, treballant amb Hector DeLuca en el camp del metabolisme dels retinoides. Va treballar com a investigadora post doctoral a la Universitat Harvard, com a química al Centre d'Aplicacions de Recerca Aeroespacial, i com a instructora de Química a la Universitat d'Indiana Bloomington. Roberts es va incorporar en el National_Cancer_Institute l'any 1976. Del 1995 al 2004, va servir com a cap del laboratori de control de cèl·lules i carcinogenesis a l'institut, on va continuar la seva recerca allà fins a la seva mort l'any 2006.
A l'inici dels anys vuitanta, la doctora Roberts i els seus col·legues en el National Cancer Institute, el qual fa part dels National Institutes of Health Bethesda a Maryland, van començar l'experimentació amb el factor de creixement de transformació beta, generalment referit com a proteïna TGF-β.
Roberts va aïllar la proteïna de teixit de ronyó boví i va comparar els seus resultats amb el TGF-β obtingut de plaquetes de sang humana i de teixit de placenta. Els investigadors de l'institut llavors van començar una sèrie d'experiments per determinar les característiques de la proteïna. Van descobrir que la proteïna té una funció central en la senyalització d'altres factors de creixement en el cos que contribueixen a guarir ferides i fractures amb rapidessa.
Més tard es va demostrar que el TGF-β té efectes addicionals, com ara el control dels batecs del cor i la resposta de l'ull a l'envelliment. En la continuació de la seva recerca, Roberts i els seus col·legues van trobar que el TGF-β inhibeix el creixement d'alguns càncers mentre que, als càncers avançats, els estimula, incloent els càncers de pit i de pulmó.
Roberts va ser presidenta de la Wound Healing Society, i l'any 2005 va ser elegida a l'Acadèmia Americana de les Arts i les Ciències.
Roberts va ser diagnosticada amb càncer gàstric d'etapa IV l'any 2004. Es va fer molt coneguda dins de la comunitat de la oncologia perquè va escriure en el seu blog tots els detalls de les seves lluites diàries amb la malaltia.

## Premis i reconeixement
Roberts va rebre diversos premis per les seves contribucions al camp de ciència. Aquests inclouen:
- Premi Leopold Griffuel (2005)[7]
- Premi FASEB a l'Excel·lència Científica (2005)[8]
- Premi Komen Brinker a la Distinció Científica (2005)[9]